# 弗雷迪·戴维森
弗雷迪·戴维森（英語：Freddie Davidson，1998年5月26日—），英国男子赛艇运动员。他曾代表英国参加捷克拉奇采举行的2022年世界赛艇锦标赛，获得男子四人单桨无舵手金牌。